# Шерегеш
Шереге́ш (рос. Шерегеш) — селище міського типу у складі Таштагольського району Кемеровської області, Росія. Адміністративний центр Шерегеського міського поселення.

## Населення
Населення — 10173 особи (2010; 10371 у 2002).